# Géza Anda
Géza Anda (n. 19 noiembrie 1921, Budapesta, Regatul Ungariei – d. 13 iunie 1976, Zürich, cantonul Zürich, Elveția) a fost un pianist ungaro-elvețian.